# My Plague
My Plague er en sang indspillet af det amerikanske metalband Slipknot.